# Midway (Ohio)
Midway es una villa ubicada en el condado de Madison en el estado estadounidense de Ohio. En el Censo de 2010 tenía una población de 322 habitantes y una densidad poblacional de 427,23 personas por km².

## Geografía
Midway se encuentra ubicada en las coordenadas 39°43′59″N 83°28′35″O / 39.73306, -83.47639. Según la Oficina del Censo de los Estados Unidos, Midway tiene una superficie total de 0.75 km², de la cual 0.75 km² corresponden a tierra firme y (0%) 0 km² es agua.

## Demografía
Según el censo de 2010, había 322 personas residiendo en Midway. La densidad de población era de 427,23 hab./km². De los 322 habitantes, Midway estaba compuesto por el 97.2% blancos, el 0.93% eran afroamericanos, el 0.62% eran amerindios, el 0% eran asiáticos, el 0% eran isleños del Pacífico, el 0% eran de otras razas y el 1.24% pertenecían a dos o más razas. Del total de la población el 3.11% eran hispanos o latinos de cualquier raza.